# Gathynia yasawa
Gathynia yasawa är en fjärilsart som beskrevs av Robinson 1975. Gathynia yasawa ingår i släktet Gathynia och familjen Uraniidae. Inga underarter finns listade i Catalogue of Life.